# آسیمی گویتا
آسیمی گویتا (انگلیسی: Assimi Goïta؛ زادهٔ ۹ نوامبر ۱۹۸۳) سیاست‌مدار اهل مالی است. وی از ۲۸ مه ۲۰۲۱ رئیس‌جمهور موقت کشور مالی است.